# الحلاة
قرية الحلاة هي قرية تتبع إداريا لمحافظة المندق في منطقة الباحة في المملكة العربية السعودية على سفوح جبال الحجاز بامتداد الطريق السياحي الباحة - الطائف. وتسكنها قبيلة بني كنانة زهران (وهم غير قبيلة كنانة العدنانية).

## الآثار
- حصن المروة
- حصن مستور
- حصن الشتفاء
- غار المشورة[1]